# Frostkoffer
Der Frostkoffer dient beim Hausbau dazu, Wasser unter dem Fundament nach unten zu leiten, damit die Bodenplatte bei Frost nicht von eventuell vorhandenem Wasser gehoben wird.
Bevor die Bodenplatte oder das Streifenfundament betoniert wird, ist je nach Bodenbeschaffenheit und Frosttiefe ein Frostkoffer zwischen 25 und 70 cm Tiefe vorzusehen. Er besteht aus kantigem Material mit Feinteilen, auch Wandschotter genannt. Dies wird lagenweise aufgebracht und kräftig verdichtet.
Im Extremfall könnte, wenn nach einem starken Regen zu viel Wasser unter das Streifenfundament oder die Bodenplatte kommt, das Haus „schwimmen“ und sich das Fundament in weiterer Folge senken.
Ist der Untergrund aus Schotter, dann kann darauf die Bodenplatte aufgebaut werden, ansonsten muss zusätzlich eine Drainage vorgesehen werden.